# Leptogaster curvivena
Leptogaster curvivena är en tvåvingeart som beskrevs av Wei Ying Hsia 1949. Leptogaster curvivena ingår i släktet Leptogaster och familjen rovflugor. Inga underarter finns listade i Catalogue of Life.